# Iglesia de San Pedro el Viejo (Jaca)
La iglesia San Pedro El Viejo en Jaca, es la antigua iglesia monacal de un monasterio que se fundó, en opinión de  Domingo J. Buesa, alrededor del año 920 por el Conde Galindo Aznar II, con monjes traídos de San Pedro de Siresa, y del que actualmente no queda constancia.
De la iglesia se tiene constancia, además de por documentación existente, por las excavaciones que se llevaron a cabo, a principios del siglo XXI, dirigidas por Julia Justes Floría, que permitieron descubrir los restos de lo que debió ser la antigua iglesia de San Pedro el Viejo. El templo descubierto presentaba planta rectangular pequeña con una cabecera y un altar perfectamente definidos, y los arqueólogos consideraron que los restos podían datarse en la primera mitad del siglo X, alrededor del año 922 o 930.
Junto con las ruinas de la iglesia también se encontraron dos zonas de necrópolis situadas respectivamente al sur y al norte de la iglesia, que debieron estar en uso desde mediados del siglo X al siglo XIX, por la variedad de tipología de los enterramientos. Los expertos consideran que los enterramientos más antiguos podrían datarse entre los siglos XI  y el XIV.
Finalmente se consideró oportuno tras la documentación del hallazgo, volver a cubrirlos, tapándose con una malla y posteriormente con arena que terminaba con una capa de grava.

## Descripción histórico-artística
Jaca fue uno de los núcleos repoblados por el conde Galindo Aznárez II, por lo que se expandió el núcleo existente y se convirtió en una aldea fortificada. La ordenación de esta zona del territorio aragonés se encargó a una fundación monástica, normalmente de la orden de San Benito, bajo la dependencia del monasterio de Siresa, por lo que vieron normal poner como advocación de la iglesia a San Pedro. Más tarde, al construirse en Jaca una catedral con la misma advocación, la iglesia monástica pasó a llamarse San Pedro “El Viejo”.
La mayoría de estos monasterios se levantaban en zonas no pobladas, por ello son muy pocos los que se ubicaron en ciudades. Se puede afirmar que sólo hay dos casos en la provincia de Huesca, San Pedro de Jaca y San Pedro el Viejo, de Huesca.
El devenir del tiempo hizo necesario que se realizaran en el edificio diferentes intervenciones, así en 1631 se realizó una, mientras que en 1732 el edificio estaba en parte derruido, para ser finalmente demolido, en 1841, como forma de ensanchar la calle en la que se ubicaba.
El edificio de la iglesia de San Pedro el Viejo, formaba parte de un conjunto monástico, uno de los tres núcleos de la ciudad medieval de Jaca. Los restos podrían asociarse a una hospedería, con cementerio anexo, puesto que existe documentación que tal edificio existía en 1215 y los restos coinciden cronológicamente.
Según la documentación de que se dispone la iglesia de San Pedro el Viejo tenía unas dimensiones de 22 metros de longitud por 7 metros de ancho. Y disponía de una cámara subterránea para el enterramiento de los monjes que formaban parte de la comunidad del complejo monástico a la que la iglesia pertenecía.
La planta de la iglesia es prerrománica, de una sola nave rectangular, y fábrica de sillar, datable en el siglo XI.